# Phyllonemus filinemus
Phyllonemus filinemus és una espècie de peix de la família dels claroteids i de l'ordre dels siluriformes.

## Morfologia
- Els mascles poden assolir 8,7 cm de longitud total.[1][2]

## Reproducció
És ovípar i els ous són incubats a la boca de tots dos pares.

## Hàbitat
És un peix d'aigua dolça i de clima tropical.

## Distribució geogràfica
Es troba a Àfrica: llac Tanganyika.

## Ús comercial
No en té cap.